# Agrostide commune
Agrostis capillaris
Espèce
Classification phylogénétique
Synonymes
- Agrostis adscendens Lange
- Agrostis alba ssp. stolonifera (L.) V. Jirásek
- Agrostis stolonifera L. (préféré par UICN)
- Agrostis filifolia Link
- Agrostis karsensis Litv.
- Agrostis stolonifera ssp. prorepens Koch
- Agrostis stolonizans Schult. & Schult. f.
- Agrostis zerovii Klokov

L’Agrostide commune ou Agrostide capillaire (Agrostis capillaris) est une espèce de plantes monocotylédones de la famille des Poaceae, sous-famille des Pooideae, originaire d'Eurasie et d'Afrique du Nord, largement naturalisée dans les régions tempérées du monde.

## Description

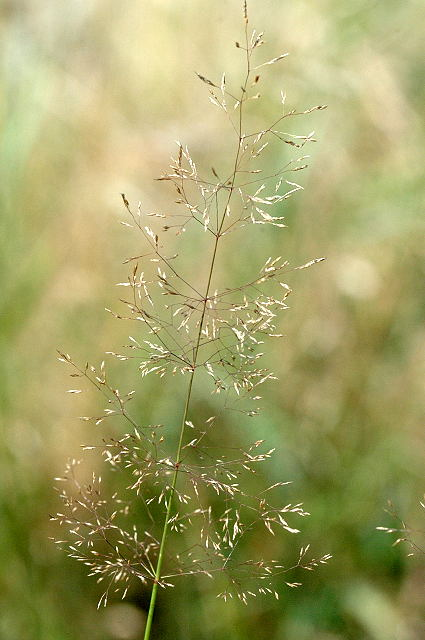
Inflorescence (stade avancé de la floraison).

Agrostis capillaris est une plante herbacée cespiteuse, vivace, rhizomateuse, parfois stolonifère. 
Les tiges dressées ou géniculées ascendantes, aux entrenœuds allongés de 4 à 10 cm, peuvent atteindre de 10 à 70 cm de long. 
La ligule longue de 0,2 à 2 mm de long, plus courte que large, est membraneuse .
Le limbe foliaire, à l'extrémité acuminée, pouvant atteindre 15 cm de long sur 1 à 5 mm de large, est généralement enroulé chez les feuilles basales et plan chez les feuilles caulinaires.
L'inflorescence est une panicule ouverte, oblongue-ovoïde, pouvant atteindre 20 cm de long sur 12 cm de large, aux ramifications verticillées aux nœuds inférieurs. 
Les épillets, lancéolés à oblongs, long de  2 à 3,5 mm, sont comprimés latéralement et comptent un seul fleuron fertile.
Les glumes, persistantes, sont presque égales, acuminées, dépassant l'apex des fleurons.

## Dépollution des sols
Les sites d'anciennes mines sont pollués par de nombreux résidus métalliques. Agrostis castellana a été proposé pour fixer les contaminants. On a vérifié que les racines de cette plante fixaient : le zinc le cuivre le plomb le cadmium.
On a vérifié que des bactéries et des champignons se développent au niveau des racines. Ces micro-organismes oxydent l'arsenic, le manganèse et le fer .
Certaines souches d'Agrostis capillaris se sont montrées plus résistantes au Cuivre que la plupart des autres plantes, et testées pour des usages de phytoremédiation sur un site industriel contaminé par l'utilisation du cuivre comme traitement pesticides protecteur du bois.

## Taxinomie
L'espèce Agrostis capillaris a été décrite par Linné et publiée dans son Species plantarum 1: 62. en 1753.

### Noms vernaculaires
- agrostide capillaire, agrostide commune, agrostide des prés, agrostide délicate, agrostide grêle, agrostide vulgaire, agrostis capillaire, agrostis commune, traînasse[6].

### Liste des sous-espèces et variétés
Selon Tropicos (5 août 2016) (Attention liste brute contenant possiblement des synonymes) :
- sous-espèces :
  - Agrostis capillaris subsp. capillaris
  - Agrostis capillaris subsp. castellana (Boiss. & Reut.) O. Bolòs, Masalles & Vigo
  - Agrostis capillaris subsp. olivetorum (Gren. & Godr.) O. Bolòs, Masalles & Vigo
  - Agrostis capillaris subsp. oreophila (O. Schwarz) Soják
  - Agrostis capillaris subsp. repens (Schur) Soják
- variétés :
  - Agrostis capillaris var. alpigena (Schur) Druce
  - Agrostis capillaris var. aristata (Parn.) Druce
  - Agrostis capillaris var. aristulata Hitchc.
  - Agrostis capillaris var. capillaris
  - Agrostis capillaris var. dubia Druce
  - Agrostis capillaris var. humilis (Asch. & Graebn.) Druce
  - Agrostis capillaris var. nigra (With.) Druce
  - Agrostis capillaris var. olivetorum (Gren. & Godr.) Kerguélen
  - Agrostis capillaris var. pumila (L.) Druce
  - Agrostis capillaris var. stolonifera (L.) Druce

## Variétés cultivées
Sous la dénomination agrostide ténue, l’Agrostis capillaris est utilisée dans les mélanges pour espaces verts et, en particulier, pour les greens de golf.
Près de 50 variétés sont inscrites au Catalogue européen sous la dénomination Agrostis capillaris (Brown top) et une quinzaine de variétés sont inscrites au Catalogue officiel français
.